# Mnohozubcovití
Mnohozubcovití (Pseudotriakidae) je malá čeleď žraloků z řádu žralouni (Carcharhiniformes).

## Výskyt
Areál rozšíření mnohozubcovitých zabírá severní Atlantik, západ Indického oceánu a západní a centrální Pacifik včetně Nového Zélandu. Zástupce mnohozubcovitých (mnohozubec atlanský) byl v roce 2018 poprvé zaznamenán v jihovýchodním Atlantiku.

## Charakteristika
Velikost mnohozubcovitých se pohybuje mezi 56–295 cm. Zbarvení těla je většinou od šedé přes hnědou po černou. Mají dvě hřbetní ploutve, kdy první je více či méně prodloužená. Ocas má jen nepatrný až absentní spodní lalok. Mžurka je rudimentární. Spirální řasa je velká.
Jsou vejcoživorodí. Nejméně u 3 druhů je přítomna oofagie – embrya se v děloze živí jinými vajíčky.

## Systematika
Čeleď vytyčil americký ichtyolog Theodore Gill v roce 1893. Rod Gollum byl původně řazen k pruhounovitým (Proscylliidae), avšak moderní analýzy jej zařazují mezi mnohozubcovité. K mnohozubcovitým se tak řadí následují rody a druhy:
- Gollum Compagno, 1973
  - Gollum attenuatus (Garrick, 1954) – pruhoun novozélandský
  - Gollum suluensis Last & Gaudiano, 2011
- Planonasus Weigmann, Stehmann & Thiel, 2013
  - Planonasus indicus Ebert, Akhilesh & Weigmann, 2018
  - Planonasus parini Weigmann, Stehmann & Thiel, 2013
- Pseudotriakis de Brito Capello, 1868
  - Pseudotriakis microdon – mnohozubec atlanský